# 談唱劇
談唱劇（英語：Singspiel），是愛爾蘭出生的英國純種競賽馬匹。生涯稱霸於中距離賽事，曾勝出加拿大國際錦標、日本盃、加冕盃及英國國際錦標。

## 出賽前
1992年2月29日出生於愛爾蘭一個由阿聯酋總理兼副總統、杜拜謝赫穆罕默德·本·拉希德·阿勒馬克圖姆酋長擁有的牧場，所有權直接歸於酋長旗下。
其後交由英國練馬師司徒德爵士訓練。

## 競賽生涯

### 2歲
1994年9月6日出戰李斯特馬場未勝利戰，但於其中僅獲得第五的戰績。
其後繼續出戰未勝利戰，成功於其中以優秀的速度殺出，最終以2 1/2馬位優勢取得首勝。
10月8日出戰Hyperion錦標，雖然於比賽途中不斷加速追趕，但仍然被前方的蓋德鞦韆拉開，最終以8馬位差距落敗得第二。

### 3歲
1995年以三級賽經典預賽錦標作爲年度首戰，但於直路上未能壓制一同衝出的奔達，最終以頸位差距告負。
5月9日出戰車士達銀瓶，雖然比賽展現不俗的走勢及節奏，但於進入直路後稍爲力弱，最終以第四完賽。
其後挑戰前往法國挑戰一級賽巴黎大賽取得第二，回國後出戰日蝕大賽亦僅得亞軍。
8月15日於短暫放草後出戰二級賽獲狄嘉錦標，於僅有四匹馬出賽的賽事中表現出優秀的加速力，可惜仍然於直路上以短頭位再度不敵奔達，奪得三連亞的戰績。
9月8日出戰表列賽金衡制錦標作爲調整，於其中以輕鬆的姿態率先衝線，奪得暌違1年的勝利。

### 4歲
1996年年初出戰三級賽哥頓李察錦標，於其中保持穩定的節奏推進，進入直路後進一步拉開距離，最終以3馬位拋離必得時機取得首個分級賽冠軍。
其後挑戰加冕盃及太子妃錦標但仍未有突破，於兩場賽事中均以第二完賽。
放草過後於9月出戰三級賽精選錦標，比賽初段以優秀的節奏推進下成功於直路取得先機，最終繼續保持優勢下成功奪冠。
其後陣營安排其遠征加拿大出戰加拿大國際錦標，比賽初段繼續採用居中戰術於中團位置推進，並保持穩定的節奏。進入直路後，其以優秀的反應進行加速，最終超越前方對手亦可堅守位置，成功以2馬位優勢戰勝赤鹿首長取得首個一級賽冠軍。
贏得加拿大國際錦標後停留於北美出戰育馬者盃草地大賽，雖然於比賽途中再度爆發出優秀的加速力展開衝刺，但仍然於直路中段被必得時機率先透出，最終以1 1/4馬位差距落敗得第二。
其後轉往日本出戰日本盃，賽前落後凱旋門大賽冠軍喜利是路、秋季天皇賞冠軍吹波糖及英皇佐治六世及皇后伊利沙伯鑽石錦標冠軍奔達取得第四人氣。比賽開始後，喜利是路和吹波糖於前方位置推進，而談唱劇和奔達則於中團左右位置推進。進入直路後，由於本次比賽節奏較爲平穩冠，因而先頭集團仍然保有些少優秀。然而此時談唱劇突然由中團靠前位置衝出不斷加速，最終於轟出後600米35.8秒的不俗末腳下趕到，成功於終點線前超越傳說貂以鼻位優勢險勝奪冠。

### 5歲
1997年年初休養過後被安排遠征阿聯酋，出戰表列賽杜拜世界盃。比賽開始後，其隨即於優秀的速度展開推進，進入直路後其繼續保持加速，最終成功超越前方對手並以1 1/4馬位優勢勝出。
回國後出戰加冕盃，比賽途中保持穩定節奏等待時機，進入直路後一舉於外檔位置加速蠶食前方，最終不斷拉開和後方賽駒的距離下以5馬位大勝Dushyantor取得第三項一級賽冠軍。
7月26日出戰英皇佐治六世及皇后伊利沙伯鑽石錦標，然而未能於直路突破馬群之下無法順利加速，最終以第四落敗。
8月19日出戰英國國際錦標，縱然本次比賽僅得四匹賽駒參與，但其仍然可於其中發揮優秀的表現，最終以1 1/2馬位優勢壓贏大漠之王取得冠軍。
其後原定再度遠征美國挑戰育馬者盃草地大賽，但於訓練途中被發現右前腳關節有斷裂症狀，最終陣營決定安排其退役。

### 競賽生涯
| 日期       | 舉辦國家 | 馬場     | 距離   | 級別 | 賽事名稱                           | 負重 | 騎師   | 馬號     | 出馬 | 名次 | 時間     | 頭馬（二馬）     |
| ---------- | -------- | -------- | ------ | ---- | ---------------------------------- | ---- | ------ | -------- | ---- | ---- | -------- | ---------------- |
| 6/9/1994   | 英國     | 李斯特   | 草1400 |      | 未勝利                             | 57   | 列特   | 1        | 16   | 5    | 紀錄缺失 | Mandarina        |
| 21/9/1994  | 英國     | 車士達   | 草1400 |      | 未勝利                             | 57   | 戴圖理 | 6        | 8    | 1    | 1:35.03  | （Embryonic）    |
| 9/10/1994  | 英國     | 雅士谷   | 草1400 |      | Hyperion錦標                       | 56   | 史永邦 | 3        | 6    | 2    | 紀錄缺失 | 蓋德鞦韆         |
| 29/4/1995  | 英國     | 沙丘園   | 草2000 | GIII | 經典預賽錦標                       | 55.5 | 史永邦 | 7        | 8    | 2    | 紀錄缺失 | 奔達             |
| 9/5/1995   | 英國     | 車士達   | 草2400 | GIII | 車士達銀瓶                         | 55.5 | 史永邦 | 4        | 7    | 4    | 紀錄缺失 | 牢騷             |
| 25/6/1995  | 法國     | 隆尚     | 草2000 | GI   | 巴黎大賽                           | 58   | 靳能   | 紀錄缺失 | 10   | 2    | 紀錄缺失 | Valanour         |
| 8/7/1995   | 英國     | 沙丘園   | 草2000 | GI   | 日蝕大賽                           | 55.5 | 靳能   | 1        | 8    | 2    | 紀錄缺失 | 賀齡             |
| 15/8/1995  | 英國     | 約克     | 草2400 | GII  | 獲狄嘉錦標                         | 55   | 靳能   | 3        | 4    | 2    | 紀錄缺失 | 奔達             |
| 8/9/1995   | 英國     | 唐卡士達 | 草2400 | L    | 金衡制錦標                         | 56   | 靳能   | 2        | 3    | 1    | 2:45.95  | （Jumairah Sun） |
| 27/4/1996  | 英國     | 沙丘園   | 草2000 | GIII | 哥頓李察錦標                       | 55.5 | 戴圖理 | 10       | 11   | 1    | 2:06.88  | （必得時機）     |
| 8/6/1996   | 英國     | 葉森     | 草2400 | GI   | 加冕盃                             | 55   | 靳能   | 1        | 4    | 2    | 紀錄缺失 | 鄉村情郎         |
| 9/7/1996   | 英國     | 新市場   | 草2400 | GII  | 太子妃錦標                         | 58   | 靳能   | 3        | 8    | 2    | 紀錄缺失 | Posidonas        |
| 14/9/1996  | 英國     | 古活     | 草2000 | GIII | 精選錦標                           | 58.5 | 艾謀信 | 2        | 4    | 1    | 2:07.38  | （Wall Street）  |
| 29/9/1996  | 加拿大   | 活拜     | 草2400 | GI   | 加拿大國際錦標                     | 57   | 史提芬 | 7        | 7    | 1    | 2:33.20  | 赤鹿首長         |
| 26/10/1996 | 加拿大   | 活拜     | 草2400 | GI   | 育馬者盃草地大賽                   | 57   | 史提芬 | 10       | 15   | 2    | 紀錄缺失 | 必得時機         |
| 24/11/1996 | 日本     | 東京     | 草2400 | GI   | 日本盃                             | 57   | 戴圖理 | 14       | 15   | 1    | 2:23.8   | 傳說貂           |
| 3/4/1997   | 阿聯酋   | 詩柏     | 泥2000 | L    | 杜拜世界盃                         | 57   | 庇利   | 2        | 12   | 1    | 2:01.91  | （Siphon）       |
| 6/6/1997   | 英國     | 葉森     | 草2400 | GI   | 加冕盃                             | 57   | 戴圖理 | 3        | 5    | 1    | 2:37.72  | （Dushyantor）   |
| 26/7/1997  | 英國     | 雅士谷   | 草2400 | GI   | 英皇佐治六世及皇后伊利沙伯鑽石錦標 | 60.5 | 戴圖理 | 6        | 8    | 4    | 紀錄缺失 | 鄉村情郎         |
| 19/8/1997  | 英國     | 約克     | 草2000 | GI   | 英國國際錦標                       | 59.5 | 戴圖理 | 2        | 4    | 1    | 2:13.10  | （大漠之王）     |

## 退役後
退役後，談唱劇成爲了配種馬，於英國沙福郡新市場Dalham Hall Stud休養，在1998年進行配種，首批子嗣於1999年出生。首批子嗣可於2001年出賽。2002年5月15日，月光曲在東帝錦標取勝，成爲首匹勝出分級賽的子嗣。2003年3月29日，月光曲於杜拜世界盃取勝，成爲首匹勝出一級賽的談唱劇子嗣。
2010年7月2日，其因馬葉炎症狀惡化而被處而安樂死，享年18歲。

### 主要子嗣

#### 一級賽優勝子嗣
粗體字為一級賽
1999年生
- 月光曲（ 精選錦標、 東帝錦標、 麥通第次輪挑戰賽、 杜拜世界盃）
- 淺草田園（ 京王盃春季盃、 安田紀念）

2000年生
- Papineau（ 亨利二世錦標、 雅士谷金盃）

2002年生
- Singhalese（ 德爾馬橡樹大賽）
- Rewaaya（ 齊齊跑錦標、 羅柏奇勒錦標）

2003年生
- Lahudood（ 花碗錦標、 育馬者盃雌馬草地大賽）
- Lateral（ 意大利準則大賽、 科隆一哩錦標、 漢堡一哩錦標、 歐洲一哩錦標）
- Confidential Lady（ 卡爾瓦多斯大賽、 法國橡樹大賽）

2004年生
- 東方頌（ 杜拜司馬經典賽）

2005年生
- 多利美（ 米羅夫錦標、 美寶莉錦標、 約克郡橡樹大賽、 杜拜司馬經典賽）

2007年生
- Hibaayeb（ 雌馬一哩賽、 列普谷錦標、 黃帶錦標、 羊頭灣錦標）

2008年生
- Potala Palace（ 總理冠軍錦標、 約翰內斯堡春季挑戰錦標）

2010年生
- 經濟學家（ 昆西大賽、 韋士登錦標、 杜拜草地大賽、 伊斯巴翰錦標、 女皇安妮錦標、 薩塞克斯錦標、 女皇伊利沙伯二世錦標）

#### 分級賽優勝子嗣
1999年生
- Funfair（ 凱爾索讓賽）
- 天鵝騎士（兩次 中山紀念、兩次 讀賣盃）

2000年生
- Sweet Folly（ 埃及女王錦標）
- Puppeteer（ 皇家宮殿錦標）
- Songlark（ 拜倫錦標）

2001年生
- Via Milano（ 不來梅經濟錦標）
- Birkspiel（ 空中錦標）
- Antioquia（ 水塘錦標）

2002年生
- Nouvelle Noblesse（ 多美路錦標）
- Three Degrees（ 蜜月讓賽）
- Belmonte（ 東奔經典賽、 粗魯碟）
- Operetta Lass（ 羅克斯錦標）
- A Country Girl（ Millie Fox錦標）

2003年生
- Dark Islander（ 橡樹打吡）
- Mulaqat（ 蘭市玫瑰錦標）
- Gower Song（ 杜拜黃金之都錦標）

2004年生
- Silkwood（ 列普谷錦標）
- 音樂會（京都金盃）
- Majounes Song（ Walther Jacobs雌馬錦標）

2005年生
- Balladeuse（ 皇家地錦標）

2007年生
- Zeitoper（ 康特錦標）

2008年生
- Navarra Queen（ Mario Incisa錦標）

2009年生
- Pale Mimosa（ 倫斯度盃）
- Parivash（ 意大利聖烈治錦標）

2010年生
- 再見（ 沙丘園經典賽）
- Pacific Rim（ 馬拉威特大賽）

## 血統簡介
父系如虎添翼爲英國生產的法國賽駒，生涯戰績優秀，曾勝出加冕盃、聖格盧大賽及育馬者盃草地大賽三項一級賽。祖父鞍井匠爲美國生產的英國賽駒，生涯戰績優勢，曾勝出愛爾蘭二千堅尼及日蝕大賽等賽事，配種成績亦極爲優秀，爲當時著名種馬之一。
母系Glorious Song爲加拿大生產的加拿大及美國賽駒，生涯戰績優秀，曾勝出當地多項一級賽。外祖父Halo爲美國賽駒，曾贏得一級賽冠軍，爲美國冠軍種馬。

### 血統表
| 父線：鞍匠井系（北地舞人系）                                                 |                        |                 |               |
| 種馬 如虎添翼 1986年（棗色）                                                 | 鞍匠井 1981年（棗色）  | 北地舞人        | 新北區        |
| 種馬 如虎添翼 1986年（棗色）                                                 | 鞍匠井 1981年（棗色）  | 北地舞人        | Natalma       |
| 種馬 如虎添翼 1986年（棗色）                                                 | 鞍匠井 1981年（棗色）  | Fairy Bridge    | Bold Reason   |
| 種馬 如虎添翼 1986年（棗色）                                                 | 鞍匠井 1981年（棗色）  | Fairy Bridge    | Special       |
| 種馬 如虎添翼 1986年（棗色）                                                 | High Hawk              | Shirley Heights | 水車礁石      |
| 種馬 如虎添翼 1986年（棗色）                                                 | High Hawk              | Shirley Heights | Hardiemma     |
| 種馬 如虎添翼 1986年（棗色）                                                 | High Hawk              | Sunbittern      | Sea Hawk      |
| 種馬 如虎添翼 1986年（棗色）                                                 | High Hawk              | Sunbittern      | Pantoufle     |
| 繁殖雌馬 Glorious Song 1976年（棗色）                                        | Halo 1969年（棕色）    | Hail to Reason  | Turn-to       |
| 繁殖雌馬 Glorious Song 1976年（棗色）                                        | Halo 1969年（棕色）    | Hail to Reason  | Nothirdchance |
| 繁殖雌馬 Glorious Song 1976年（棗色）                                        | Halo 1969年（棕色）    | Cosmah          | Cosmic Bomb   |
| 繁殖雌馬 Glorious Song 1976年（棗色）                                        | Halo 1969年（棕色）    | Cosmah          | Almahmoud     |
| 繁殖雌馬 Glorious Song 1976年（棗色）                                        | Ballade 1972年（棗色） | Herbager        | Vandale       |
| 繁殖雌馬 Glorious Song 1976年（棗色）                                        | Ballade 1972年（棗色） | Herbager        | FLagette      |
| 繁殖雌馬 Glorious Song 1976年（棗色）                                        | Ballade 1972年（棗色） | Miss Swapsco    | Cohoes        |
| 繁殖雌馬 Glorious Song 1976年（棗色）                                        | Ballade 1972年（棗色） | Miss Swapsco    | Soaring       |
| 雌系：Glorious Song系                                                        |                        |                 |               |
| 五代內近親交配：Hail to Reason 5×3、Herbager 5×3、Almahmoud 5×4、Mahmoud 5×5 |                        |                 |               |

## 命名由來
名字Singspiel於德語中，代表歌唱劇，聯想自母系Glorious Song的名字，香港則翻译为「談唱劇」。

## 外部連結
- 談唱劇 racingpost.com （页面存档备份，存于）
- 談唱劇 netkeiba.com （页面存档备份，存于）
- 血統表 （页面存档备份，存于）